# Porto Alegre
Porto Alegre (betyder ungefär "glada hamnen") är en stad och kommun i södra Brasilien och är huvudstad i delstaten Rio Grande do Sul. Den är belägen vid Guaíbaflodens mynning vid Guaíbaviken, som vidare mynnar ut i Lagoa dos Patos, Sydamerikas näst största lagun. Staden har nästan 1,5 miljoner invånare, med cirka 4,2 miljoner invånare i storstadsområdet vilket gör det till Brasiliens fjärde folkrikaste.
2001, 2002, 2003 och 2005 hölls World Social Forum i Porto Alegre. Porto Alegre är även den fotbollsspelaren Ronaldinhos födelsestad.
Porto Alegre grundades 1743, och är beläget inom ett betydande tyskt kolonisationsområde, 1930 var 20 % av befolkningen av tysk härkomst.

## Storstadsområde
Porto Alegres storstadsområde (Região Metropolitana de Porto Alegre) bildades formellt den 8 juni 1973 och bestod till att börja med av 14 kommuner, som efter hand utökats till dagens 31 kommuner.
- Alvorada, Araricá, Arroio dos Ratos, Cachoeirinha, Campo Bom, Canoas, Capela de Santana, Charqueadas, Dois Irmãos, Eldorado do Sul, Estância Velha, Esteio, Glorinha, Gravataí, Guaíba, Ivoti, Montenegro, Nova Hartz, Nova Santa Rita, Novo Hamburgo, Parobé, Portão, Porto Alegre, Santo Antônio da Patrulha, São Jerônimo, São Leopoldo, Sapiranga, Sapucaia do Sul, Taquara, Triunfo, Viamão